# Alfred Kucharczyk
Alfred Kucharczyk (* 2. November 1937 in Radlin; † 2. Dezember 2020 in Wodzisław Śląski) war ein polnischer Turner.

## Karriere
Alfred Kucharczyk nahm für Polen an den Olympischen Sommerspielen 1960 und 1964 teil. Zudem startete er bei den Weltmeisterschaften 1966 in Dortmund, wo er im Mannschaftsmehrkampf den fünften Platz belegte.
Nach seiner aktiven Laufbahn trainierte er Leszek Blanik und war im Vorstand des Klub Gimnastyczny Radlin tätig.
Kucharczyk starb am 2. Dezember 2020 im Alter von 83 Jahren während der COVID-19-Pandemie in Polen an den Folgen einer SARS-CoV-2-Infektion.